# Melanocera menippe
Melanocera menippe är en fjärilsart som beskrevs av John Obadiah Westwood 1849. Melanocera menippe ingår i släktet Melanocera och familjen påfågelsspinnare. Inga underarter finns listade i Catalogue of Life.